# Carlo Durando
Carlo Durando (Torí, Piemont, 28 de febrer de 1887 – Pradleves, 23 de març de 1969) va ser un ciclista italià que fou professional entre el 1911 i el 1919. Anomenat Dundo, la seva única victòria com a professional fou la Milà-Mòdena de 1912. Destaquen les seves participacions en el Giro d'Itàlia, segon en l'edició de 1912, quan la classificació es va fer per equips, i sisè en la de 1914.

## Palmarès
- 1910
  - 1r a la Copa del Re
- 1912
  - 1r a la Milà-Mòdena

### Resultats al Giro d'Itàlia
- 1911. Abandona
- 1912. 2n de la classificació general (classificació per equips)
- 1913. Abandona
- 1914. 6è de la classificació general
- 1919. Abandona